# Association belge d'arts martiaux japonais
Notes
Le logo de l'association représente : casque de samourai, katana et Kiku mon (chrysanthème, fleur associée au pouvoir impérial au Japon).
En août 1965, l' Association Belge d'Aïkido, Kendo et Arts Martiaux qui deviendra par la suite l' Association Belge d'Arts Martiaux Japonais, fédération nationale reconnue, est créée par maître Tony Thielemans, 6e dan d’aïkido (合気道) et 4e dan de judo (柔道). L'actuel président de l'ABAMJ-F est monsieur Jean Jeurissen, 6e dan de judo.